# رود کول (کانادا)
رود کول رودی است به رود لیارد می‌ریزد. این رود از کشور کانادا می‌گذرد.